# سعد الفرج
سعد الفرج (15 سبتمبر 1938  -)، ممثل كويتي. عمل رئيسًا لقسم الدراما في تلفزيون الكويت من عام 1962 إلى عام 1984، وعمل بعدها مستشارًا للدراما في التلفزيون. ألف عدد من الأعمال المسرحية والتلفزيونية.

## عن حياته
- عمل في وزارة الأشغال العامة من عام 1956 إلى عام 1960 [1][3]، ثم انتدب إلى وزارة الشؤون الاجتماعية والعمل ولمدة سنة واحدة.[1][3] ومن عام 1962 عمل رئيسًا لقسم الدراما في تلفزيون الكويت[1][3]، واستمر بتولي المنصب حتى عام 1984 [1][3] أصبح بعدها مستشارًا للدراما في التلفزيون.[1][3]
- في عام 1969 حصل على دورة في الإخراج والإنتاج التلفزيوني من معهد الإذاعة البريطانية بي بي سي[1][3]، وفي عام 1973 حصل على شهادة الدبلوم في الإخراج والإنتاج التلفزيوني من الولايات المتحدة[1][3]، كما حصل الدبلوم في الإخراج المسرحي من «لوس أنجلوس سيتي كلوج» بعام 1974 [1][3]، كما حصل بنفس العام على البكالوريوس في الإخراج والإنتاج التلفزيوني من الولايات المتحدة.[1][3]
- قام بكتابة عدد من أعماله سواء المسرحية أو التلفزيونية.

### حياته الخاصة
هو خال الفنان مبارك المانع، تزوج مرتين، وأبنائه من زوجته الأولى هما بدر، فرج، مجبل، زوجته الثانية والدة ابنه «فهد» هي السيدة «فايزة» ابنة الإعلامي السعودي بكر يونس وشقيقة الممثلة سناء بكر يونس والمغنية وعد.

## أعماله

### من المسلسلات
| سنه الإنتاج | اسم المسلسل                   | بمشاركة |
| ----------- | ----------------------------- | --- |
| 1965        | الدرس الأول والأخير - تمثيلية | خالد النفيسي، من مصر زوزو حمدي الحكيم، زيزي مصطفى                                                                         |
| 1967        | محكمة الفريج                  | عبد الحسين عبد الرضا، خالد النفيسي، غانم الصالح، محمد جابر                                                                |
| 1977        | درب الزلق                     | عبد الحسين عبد الرضا، خالد النفيسي، عبد العزيز النمش، علي المفيدي                                                         |
| 1978        | الأقدار                       | عبد الحسين عبد الرضا، عبد العزيز النمش، غانم الصالح، إبراهيم الصلال                                                       |
| 1985        | ضيعة أم سالم                  | مريم الصالح، إبراهيم الصلال                                                                                               |
| 1989        | إلى الشباب مع التحية          | سعاد عبد الله، أسمهان توفيق، عبد العزيز جاسم                                                                              |
| 1992        | الماضي وخريف العمر            | من مصر بوسي، عائشة إبراهيم، إبراهيم الحربي، باسمة حمادة، زهرة الخرجي                                                      |
| 1994        | العقاب                        | مريم الصالح، غانم الصالح، ولد الديرة، لطيفة المجرن، منى عبد المجيد                                                        |
| 1997        | ما يبقى غير الحب              | حياة الفهد، إبراهيم الصلال، جمال الردهان، فرح علي، من مصر فايزة كمال                                                      |
| 1998        | لمن تشرق الشمس                | محمد السريع، أحلام محمد، باسمة حمادة، فرح علي، عبد الناصر الزاير                                                          |
| 2000        | سوق المقاصيص                  | عبد الحسين عبد الرضا، حياة الفهد، إبراهيم الصلال، علي المفيدي، عبد الإمام عبد الله                                        |
| 2002        | لعبة الكبار                   | مريم الصالح، محمد الطويان، عبد الرحمن العقل، ولد الديرة، لمياء طارق                                                       |
| 2003        | البيت الجديد                  | طيف، عباس مراد |
| 2004        | أحلام طواش                    | أحمد الصالح، منى عبد المجيد                                                                                               |
| 2005        | بلا قيود                      | أحلام محمد، علي جمعة، عبير أحمد، فاطمة عبد الرحيم                                                                         |
| 2005        | سوالف دنيا                    | غانم السليطي، صلاح الملا، هدية سعيد، عبد الإمام عبد الله                                                                  |
| 2007        | رحلة شقا                      | هدى الخطيب، سيف الغانم، ليلى السلمان                                                                                      |
| 2007        | الدروازة                      | مريم الصالح، جاسم النبهان، عبد المحسن النمر، مشعل الجاسر                                                                  |
| 2007        | عيال الفقر                    | حياة الفهد، إبراهيم الصلال، عبد العزيز جاسم، هدى الخطيب، منى شداد                                                         |
| 2008        | شر النفوس                     | أسمهان توفيق، نايف الراشد، هبة الدري، أمل العوضي                                                                          |
| 2008        | مسك وعنبر                     | غانم الصالح، عبد العزيز المسلم، انتصار الشراح، إلهام الفضالة                                                              |
| 2009        | شر النفوس 2                   | أسمهان توفيق، نايف الراشد، من سوريا دانة جبر                                                                              |
| 2011        | بوكريم برقبته سبع حريم        | إبراهيم الحربي، إلهام الفضالة، لمياء طارق، هبة الدري، فاطمة الصفي، شجون الهاجري، سعاد علي، بثينة الرئيسي                  |
| 2011        | العضيد                        | عبد العزيز المسلم، عبد الإمام عبد الله، منى شداد، باسمة حمادة، ليلى السلمان، شيماء علي                                    |
| 2011        | تصانيف - الجزء الثاني         | غانم السليطي، زهرة عرفات                                                                                                  |
| 2012        | مجموعة إنسان                  | أحمد السلمان، انتصار الشراح، فخرية خميس، حسن البلام، شجون الهاجري، هبة الدري، محمد الحملي، فاطمة الصفي، من مصر نشوى مصطفى |
| 2013        | توالي الليل                   | إبراهيم الحساوي، نور، هبة الدري، عبير الجندي، حمد العماني، صمود                                                           |
| 2013        | الناس أجناس 2                 | مريم الصالح، محمد المنصور، أحمد الصالح، محمد جابر، عبد الرحمن العقل                                                       |
| 2013        | هذا حنا                       | عبد الله السدحان، محمد جابر، محمد العيسى، فاطمة الحوسني، نورة العميري                                                     |
| 2014        | لمحات                         | أسمهان توفيق، عبد الرحمن العقل، جمال الردهان، سمير القلاف، باسمة حمادة، هدى الخطيب                                        |
| 2015        | تورا بورا                     | أسمهان توفيق، جاسم النبهان، سعاد علي، خالد أمين، منى شداد، مرام                                                           |
| 2016        | اللي ماله أول                 | عبد العزيز المسلم، انتصار الشراح، هيا الشعيبي، مشعل الشايع                                                                |
| 2016        | لقيت روحي                     | نايف الراشد، عبد العزيز الحداد، شفيقة يوسف، فاطمة عبد الرحيم، سلمى سالم، شيلاء سبت                                        |
| 2016        | باب الريح                     | زهرة عرفات، فاطمة عبد الرحيم، أميرة محمد، علي كاكولي، حمد أشكناني، حمد العماني، إبراهيم الحساوي                           |
| 2018        | المعزب سموم                   | أحمد جوهر، عبد العزيز الحداد،ميس كمر، مبارك سلطان، منى شداد، هبة سليمان،أحمد الهزيم                                       |
| 2018        | بدون فلتر                     | سعد خضر، عبد الله السدحان، محمد جابر، عبد الله السناني                                                                    |
| 2019        | إفراج مشروط                   | خالد أمين، أحمد إيراج، هبه الدري                                                                                          |
| 2019        | سبع ابواب                     | |
| 2020        | محمد علي رود                  | |
| 2021        | مطر صيف                       | |
| 2022        | الزقوم                        | سعاد علي . حبيب غلوم .هيفاء حسين                                                                                          |
| 2023        | منزل 12                       | |
| 2024        | يس عبدالملك                   | |

### من المسرحيات
| سنه الإنتاج | المسرحية                      | بمشاركة |
| ----------- | ----------------------------- | --- |
| 1962        | صقر قريش                      | عبد الحسين عبد الرضا، خالد النفيسي، غانم الصالح، مريم الصالح، مريم الغضبان                                            |
| 1963        | المنقذة                       | عبد الحسين عبد الرضا، مريم الصالح، حسين الصالح                                                                        |
| 1963        | مضحك الخليفة                  | مريم الصالح، غانم الصالح، أسمهان توفيق، محمد جابر، علي البريكي                                                        |
| 1963        | استارثوني وأنا حي             | عبد الحسين عبد الرضا، خالد النفيسي، مريم الغضبان                                                                      |
| 1964        | عشت وشفت                      | خالد النفيسي، غانم الصالح، عائشة إبراهيم، جوهر سالم                                                                   |
| 1966        | الكويت سنة 2000               | عبد الحسين عبد الرضا، خالد النفيسي، عائشة إبراهيم                                                                     |
| 1967        | 24 ساعة                       | عبد الحسين عبد الرضا، عائشة إبراهيم                                                                                   |
| 1969        | الليلة يوصل محقان             | عبد الحسين عبد الرضا                                                                                                  |
| 1969        | فلوس ونفوس                    | محمد المنصور، حياة الفهد، منصور المنصور، صقر الرشود                                                                   |
| 1971        | مطلوب زوج حالا                | عبد الحسين عبد الرضا، غانم الصالح، عائشة إبراهيم                                                                      |
| 1971        | حط الطير طار الطير            | عبد الحسين عبد الرضا، مريم الصالح، غانم الصالح، عائشة إبراهيم                                                         |
| 1975        | بني صامت                      | عبد الحسين عبد الرضا، حياة الفهد                                                                                      |
| 1976        | ضحية بيت العز                 | عبد الحسين عبد الرضا، عبد العزيز النمش                                                                                |
| 1978        | على هامان يا فرعون            | عبد الحسين عبد الرضا، سعاد عبد الله، أسمهان توفيق                                                                     |
| 1979        | حرم سعادة الوزير              | خالد النفيسي، حياة الفهد، غانم الصالح                                                                                 |
| 1985        | ممثل الشعب                    | خالد النفيسي، مريم الصالح، عبد العزيز النمش، غانم الصالح                                                              |
| 1985        | حامي الديار                   | خالد النفيسي، علي المفيدي، جاسم النبهان، إبراهيم الصلال                                                               |
| 1987        | دقت الساعة                    | خالد النفيسي، عبد العزيز النمش، محمد المنصور، جاسم النبهان                                                            |
| 1987        | هذا سيفوه                     | عبد الحسين عبد الرضا، خالد النفيسي، إبراهيم الصلال، داوود حسين                                                        |
| 1989        | زلزال                         | غانم السليطي، عبد العزيز جاسم، هدية سعيد، عبير الجندي                                                                 |
| 1990        | مضارب بني نفط                 | غانم الصالح، هيفاء عادل، جاسم النبهان، محمد السريع                                                                    |
| 1996        | عالمكشوف                      | أحمد الصالح، عبد العزيز النمش، طارق العلي، حسين المنصور، حسن البلام، عبد الإمام عبد الله، سمير القلاف                 |
| 1997        | جنون البشر                    | سعاد عبد الله، خالد النفيسي، إبراهيم الصلال، مريم الصالح، علي المفيدي، محمد المنصور، عبد الرحمن العقل                 |
| 2000        | سنطرون بنطرون                 | خالد النفيسي، جاسم النبهان                                                                                            |
| 2002        | البترول يا حكومة              | عبد العزيز جاسم، فاطمة عبد الرحيم                                                                                     |
| 2007        | عنبر و11 سبتمبر - عروض قطر    | غانم السليطي، صلاح الملا                                                                                              |
| 2010        | حيال بوطير عرضت في لبنان      | هدى الخطيب، فيصل العميري، أحمد إيراج، فاطمة الصفي، شوق                                                                |
| 2012        | عنبر و11 سبتمبر - عروض الكويت | غانم السليطي، هبة الدري، علي الغرير، ماجدة سلطان                                                                      |
| 2015        | الطمبور - عروض الكويت         | بشير غنيم، خالد البريكي، سمير القلاف، ملاك، مي البلوشي                                                                |
| 2016        | البيدار - عروض الكويت         | جمال الردهان، سمير القلاف، سلطان الفرج، أحمد إيراج                                                                    |
| 2017        | فانتازيا                      | سعد الفرج، سمير القلاف، احمد ايراج، شهد الياسين، عبد الله بهمن، سلطان الفرج، إبراهيم الشيخلي، احمد التمار، سامي مهاوش |

### الأفلام
| سنه الإنتاج | الفيلم    | بمشاركة                                         |
| ----------- | --------- | ----------------------------------------------- |
| 1971        | بس يا بحر | محمد المنصور، حياة الفهد، علي المفيدي           |
| 2001        | السدرة    | خالد أمين، خالد البريكي                         |
| 2011        | تورا بورا | أسمهان توفيق، خالد أمين، عبدالله الطراروة       |
| 2018        | شباب شياب | سلوم حداد، مرعي الحليان، ليلى عبدالله، فؤاد علي |

### الأعمال التي قام بكتابتها
- مسرحية استارثوني وأنا حي - تأليف
- مسرحية عشت وشفت - تأليف
- مسرحية الكويت سنة 2000 - تأليف
- مسرحية حط حيلهم بينهم - قصة وسيناريو وحوار
- مسرحية مطلوب زوج حالا - تأليف
- مسرحية بني صامت - تأليف
- مسرحية ضحية بيت العز - تأليف
- مسرحية على هامان يا فرعون - تأليف
- مسرحية حرم سعادة الوزير - تأليف
- مسرحية ممثل الشعب - إعداد
- مسرحية دقت الساعة - تأليف
- مسرحية حامي الديار - تأليف
- مسرحية هذا سيفوه - تأليف
- مسرحية مضارب بني نفط - تأليف
- مسلسل العقاب - قصة وإعداد
- مسلسل ما يبقى غير الحب - سيناريو وحوار
- مسرحية جنون البشر - قصة وسيناريو وحوار
- مسلسل لمن تشرق الشمس - تأليف
- مسرحية سنطرون بنطرون - قصة وسيناريو وحوار
- مسلسل لعبة كبار - تأليف
- مسلسل البيت الجديد - تأليف

## الجوائز والتكريمات
- 1977:  الكويت - درع وشهادة تقدير من «فرقة المسرح العربي».[1][3]
- 1980:  الكويت - وسام من «فرقة المسرح العربي» بمناسبة يوم المسرح العربي.[1][3]
- 1981:  أمريكا - «المواطنة الفخرية» من ولاية كنتاكي الأمريكية.[1][3]
- 1981:  الكويت - ميدالية وشهادة تقدير بمناسبة مرور 20 عامًا على تأسيس تلفزيون الكويت.[1][3]
- الكويت - درع من «نادي اليونسكو في جامعة الكويت» بعد إلقائه محاضرة عن المسرح بأحد المواسم الثقافية للجامعة.[1][3]
- 1997:  الإمارات - «جائزة سلطان العويس للإبداع الفني العربي».[1][3]
- 1999:  جامعة الدول العربية - «جائزة مهرجان الرواد العرب الأول».[1][3]
- 2006:  الكويت - «جائزة الدولة التقديرية».[1][3]
- 2012:  الكويت - تكريم من مهرجان «المميزون في رمضان».[7]
- 2012:  مصر - جائزة أفضل ممثل عن دوره في فيلم «تورا بورا» من «مهرجان القاهرة السينمائي».[8]
- 2012:  السعودية - «جائزة العراب» من معرض الإعلام وتكنولوجيا الإتصال الخامس تقديراً لمشواره الفني.[9]
- 2013:  الكويت - «درع تقدير» من حفل تكريم رواد الفن الكويتي.[10]
- 2015:  الكويت - «جائزة المشوار الفني» من جامعة الخليج للعلوم والتكنولوجيا.[11]
- 2015:  البحرين - تكريم من مبادرة «نفتخر بكم» تقديرا لعمله الإنساني.[12]
- 2016:  البحرين - تكريم من «مهرجان الخليج للإذاعة والتلفزيون».[13]
- 2019:  السعودية - تكريم الفنان سعد الفرج في حفل صناع الترفيه في الرياض.[14]

## روابط خارجية
- سعد الفرج على موقع IMDb (الإنجليزية)
- سعد الفرج على موقع قاعدة بيانات الأفلام العربية
- سعد الفرج على موقع قاعدة بيانات الفيلم (الإنجليزية)
- سعد الفرج على موقع ليتربوكسد (الإنجليزية)